# Killycluggin
Killycluggin (irlandais : Coil a Chlogáin, le bois de la pierre en forme de cloche) est un townland dans la paroisse civile de Templeport et le comté de Cavan en Irlande. Il se situe dans la paroisse catholique romaine de Templeport et dans la baronnie de Tullyhaw.

## Géographie
Killycluggin est délimité au nord par le territoire de Tonyhallagh, à l'ouest par Lissanover, à l'est par Tonyrevan et au sud Bellaheady de la paroisse de Kildallan Kilnavert et Corran.
Le townland de Killycluggin est drainé par  un ruisseau.
Une carrière de pierre et une gravière sont exploitées localement.
Killycluggin est traversé par la route régionale R205, des routes secondaires, des voies rurales.
La voie ferroviaire (Cavan Railway) est désaffectée.
Le townland couvre 30 hectares.
Une réplique de la pierre de Killycluggin, en forme de cloche, est mise en valeur dans un cercle pavé de pierres près de la ferme de Bannon.

## Toponymie
La carte des baronnies de 1609 cite le townland comme « Killcloggin »,.
Le Commonwealth Survey de 1652 indique « Killerluggin ».
La carte de 1665 du Down Survey mentionne Killycraggan.

## Histoire
La mythologie irlandaise situe l'icône du dieu païen pré-chrétien de l’Irlande Crom Cruach à Killycluggin.
Pendant la plantation d'Ulster, par concession datée du 23 juin 1610, avec d'autres terres, le roi James VI attribue des terres de Kilclogen à Hugh Culme, dans le cadre du manoir de Calva. Culme a ensuite cédé ses intérêts dans Kilcloghan à Walter Talbot de Ballyconnell. Walter Talbot meurt le 26 juin 1625 à Ballyconnell et son fils, James Talbot, hérite seul de Killycluggin à l'âge de 10 ans. James Talbot épouse en 1635 Helen Calvert, fille de George Calvert, 1er baron Baltimore du Maryland, aux États-Unis, et a un fils, le colonel George Talbot, propriétaire d'un domaine situé dans le comté de Cecil, dans le Maryland, qu'il nomme Ballyconnell en l'honneur de sa ville natale de Cavan.
À la suite de la rébellion irlandaise de 1641, la succession de James Talbot à Ballyconnell est confisquée par la loi cromwellienne pour le règlement de l'Irlande de 1652, car il est catholique. Il reçoit une compensation en 1655, à Castle Rubey, dans le comté de Roscommon. Il meurt en 1687.
En 1652, le townland appartient au Captain Gwilliams (i.e. le landlord de Ballyconnell, Captain Thomas Gwyllym).
En 1662, trois personnes paient les taxes : Dorby Don, John Reade et Thomas Teddy.
Gwyllym vend la terre à John Blachford dont les descendants sont encore présents en 1722.
En 1790, le nom de Kilclogan est mentionné.

## Démographie
En 1827, seulement quatre personnes paient des taxes dans le townland.
En 1841 la population se monte à 62 habitants dans 13 maisons.
En 1851, la population est descendue à 56 habitants à cause de la Grande famine.
L'évaluation de Griffith compte 16 gestionnaires de terres en 1857.
En 1861, la population se monte à 53 habitants, les 11 maisons sont habitées.
En 1871, il n'y a plus que 36 habitants.
En 1881, 53 habitants sont présents.
En 1891, la population est de 51 habitants, il n'y a plus que 8 maisons dont une inhabitée.
Seulement 10 familles sont recensées en 1901.
Il n'y a plus que 9 familles en 1911.

## Archéologie
Le townland a été l'objet de recherches archéologiques fructueuses.
- Un site de mégalithes disposés en cercle[17] enclos par seize pierres, dont onze sont tombées. Le site est divisé en deux parties inégales par une limite de champ orientée nord-sud. La partie la plus petite, ouest, est définie par quatre orthostates toujours en place. La plus grosse pierre (maintenant tombée) est au nord-nord-est (hauteur : 3,93 m ; dim. 1,45 m x 0,68 m)[18],[19].

- Une pierre debout décorée, de la Tène, appelée la Killycluggin Stone ou la Crom Cruach Stone (en) « magh slecht dara fort/plain of blood » qui était à l'origine située dans le cercle de pierre ci-dessus mais est maintenant dans le Cavan County Museum (en) « Killycluggin stone » (en) « Killycluggin »[note 1].

Macalister a signalé que les agriculteurs auraient causé des dommages à la pierre afin de faciliter les activités agricoles. Il a également déclaré que des habitants des environs avaient creusé autour de la pierre à la recherche de trésors enfouis et que, ce faisant, ils avaient apparemment détruit une sépulture. Cependant, il n'a pas réellement vu cette « sépulture à cistère ». Environ trente ans plus tard, un deuxième fragment de pierre décoré, probablement une partie du même monolithe, a été découvert à une courte distance en aval de la partie principale. Au début de l'été 1974, il a été décidé de transférer les fragments altérés et envahis par la végétation au Musée national d'Irlande. Une exploration limitée a été entreprise dans ses environs immédiats, révélant que « la pierre se trouvait dans une fosse à fond plat volontairement creusée à 80 cm dans le sol pour la recevoir » (Raftery 1978, 51-2). Immédiatement à l'est de la pierre se trouvaient deux fosses dont l'une peut être identifiée comme les restes de la sépulture identifiée par Macalister car elle contenait de minuscules fragments d'os brûlés (CV013-026003-). Les deux fragments de la pierre de Killycluggin sont exposés au musée du comté de Cavan, à Ballyjamesduff, tandis qu'une réplique se dresse au carrefour, à 250 m environ au nord-ouest du site d'origine.
La description suivante de la pierre est extraite des écrits de Raftery (1978, pp. 49-51).
Le fragment principal a été travaillé sous une forme plus ou moins cylindrique sur sa partie supérieure conservée. La partie destinée à être située sous le niveau du sol est rugueuse et irrégulière et fait saillie dans une direction, de sorte que la pierre dans son ensemble présente une forme grossière en forme de L. La base de la pierre est inclinée obliquement par rapport à son axe vertical. Toute la surface supérieure de cette pierre a été brisée par un martèlement délibéré et systématique. Cette destruction s'est poursuivie d'un côté, de sorte que l'ornement jusqu'à la base de la pierre a été totalement effacé. L'ornement qui subsiste, composé de combinaisons de courbes prononcées et de spirales resserrées - les motifs classiques de La Tène - est ciselé profondément dans la surface préparée de la pierre. Les motifs curvilignes ont été divisés en panneaux rectangulaires par des lignes droites verticales et par des lignes horizontales perpendiculaires à celles-ci, qui définissent l'extrémité basale de la zone décorée. La largeur originale précise d'un seul panneau de ce type peut maintenant être déterminée (environ 0,90 m de large et 0,75 m de haut), mais on peut estimer que quatre de ces panneaux de décoration existaient jadis sur la pierre, ce qui donnait une circonférence d'origine de 3,60 m. Le plus petit fragment décoré semble représenter une partie du sommet en forme de dôme du monolithe original et, à cet égard, aurait ressemblé à celui de la plus célèbre des pierres iconiques irlandaises, la stèle de Turoe, comté de Galway (GA097- 152 ----).
La décoration sur ce fragment est de deux types. Le long d'un bord, de légers restes de motifs curvilignes, semblables à ceux de la partie décrite ci-dessus, subsistent. Il reste suffisamment de traces pour montrer que les limites supérieures de ce décor sont définies par une ligne droite, comme c'est le cas à la base de la pierre, et que des traces d'une des lignes qui divisent l'ornement en panneaux verticaux et rectangulaires sont également présentes. La surface supérieure convexe de ce fragment est décorée par une série de lignes parallèles profondément ciselées qui s'étendent sur la surface de la pierre. Les bords qui subsistent de ce panneau d'ornement sont définis par une ligne droite qui est incisée obliquement par rapport à la ligne qui forme la limite avec les zones d'ornement curviligne. Ainsi se produit ce qui est maintenant une zone triangulaire, dépourvue d'ornement entre l'ornement du sommet de la pierre et l'ornement de la partie cylindrique subsistante. Les deux fragments décorés ne se rejoignent pas, de sorte que ni la hauteur d'origine de la pierre ni la disposition générale précise de son ornementation ne peuvent maintenant être déterminées (O’Donovan 1995, n ° 93 avec d’autres références).
Les pierres ornementées de Killycluggin font l’objet d’une ordonnance de préservation rendue en vertu des lois sur les monuments nationaux de 1930 à 2014 (PO n ° 17/1933),,
- Un Ciste de pierre de l'Âge du bronze découvert lors de l’extraction de la pierre de Killycluggin (site numéro 165 de Archaeological Inventory of County Cavan, Patrick O’Donovan, 1995)[20].

- Une tombe mégalithique (numéro 46 du site Archaeological Inventory of County Cavan, Patrick O'Donovan, 1995 : Il y a trois pierres serties ici. Une grosse pierre de 1,80 m sur 0,25 m , 1 m de haut, est orientée vers l’ouest. Perpendiculairement à son extrémité ouest, une deuxième pierre de 1,25 m sur 0,25 m et sur 0,40 m de hauteur apparente. La troisième pierre, à 0,70 m à l’ouest de l’extrémité sud, est orientée vers l’ouest et mesure 0,60 m sur 0,40 m, pour 0,60 m de hauteur. Cette configuration de pierres peut représenter les restes d’une certaine forme de monument mégalithique autour duquel se sont accumulés des débris (Davies, ITA Survey, Co. Cavan, 1941).

- Un site fortifié en terre (ringfort)[note 2], il est décrit comme une surface ovale (de dimensions intérieures : 35 m E-W ; 29,20 m N-S) divisé en deux parties à peu près égale par l'ancienne voie ferrée abandonnée du « Cavan-Leitrim Railway ». La partie WNW est enclose par une levée de terre et pierre perturbée. À l'ouest-nord-ouest se trouvent peut-être les restes d'un souterrain (CV013-027002-). L'entrée d'origine n'a pas pu être identifiée.

- Un souterrain découvert dans le ring-fort (site fortifié circulaire)[note 3].

- Un four à chaux.